# Стальная Крыса
«Стальная Крыса» или «Крыса из нержавеющей стали» (англ. The Stainless Steel Rat) — серия научно-фантастических юмористических произведений Гарри Гаррисона (в основном, романов) о похождениях в отдалённом будущем ловкого галактического мошенника Джеймса Боливара Ди Гриза по прозвищу «Скользкий Джим» и «Стальная Крыса». Цикл назван по первому роману, изданному в 1961 году, который был написан на основе двух рассказов: одноимённого 1957 года и «The Misplaced Battleship» 1960-го.

### Романы
Список соответствует внутренней хронологии цикла.
1. Рождение Стальной Крысы (A Stainless Steel Rat is Born) (1985).
2. Стальная Крыса идёт в армию (The Stainless Steel Rat Gets Drafted) (1987).
3. Стальная Крыса поёт блюз (The Stainless Steel Rat Sings the Blues) (1994).
4. Стальная Крыса (The Stainless Steel Rat) (1961).
5. Месть Стальной Крысы (The Stainless Steel Rat’s Revenge) (1970).
6. Стальная Крыса спасает мир (The Stainless Steel Rat Saves the World) (1972).
7. Ты нужен Стальной Крысе (The Stainless Steel Rat Wants You) (1978).
8. Стальную Крысу — в президенты! (The Stainless Steel Rat for President) (1982).
9. Стальная Крыса отправляется в ад (The Stainless Steel Rat Goes to Hell) (1996).
10. Стальная Крыса на манеже (The Stainless Steel Rat Joins the Circus) (1998).
11. Новые приключения Стальной Крысы (The Stainless Steel Rat Returns) (2010).

### Рассказы
- Золотые годы Стальной Крысы (The Golden Years of the Stainless Steel Rat) (1993).
- Стальная Крыса и потерянный Крейсер (The Stainless Steel Rat and The Misplaced Battleship) (2015) — впервые напечатан в журнале Astounding Science Fiction в 1960 году. Позже был переработан как часть первого романа о Стальной Крысе.
- Четвёртый закон робототехники — рассказ Гарри Гаррисона, не является частью цикла «Стальная крыса», однако один из персонажей — Ди Гриз, нанятый для расследования преступления, совершенного роботом.
- Возвращение Стальной Крысы (The Return of the Stainless Steel Rat) (1981). Также существует одноимённый рассказ Антона Лозового (2007), написанный во Вселенной "Крысы" (не входящий в канон), небольшой рассказ-игра, по сути являющийся фанфиком, отмеченным на конкурсе научно-фантастических рассказов «Галилей» (Харьков, Украина).

### Книга-игра
- Стань Стальной Крысой (You can be the Stainless Steel Rat) (1985) (в России издавалась также под названием «Теперь ты — стальная крыса»).